# Bernd Cailloux
Bernd Cailloux (* 9. Juli 1945 in Erfurt) ist ein deutscher Schriftsteller.

## Leben
Bernd Cailloux wuchs in Niedersachsen auf. Nach dem Besuch des Gymnasiums absolvierte er ein zweijähriges Volontariat und eine Ausbildung zum Redakteur in Bremen und Düsseldorf. Anschließend versorgte er Diskotheken mit Stroboskop-Lichtanlagen, bevor er sich im Umkreis der Hamburger Literatengruppe Boa Vista und ihrer Zeitschrift für Neue Literatur an erste Erzählversuche wagte. Seit 1977 lebt er als Schriftsteller in Berlin.

## Werk
Bernd Cailloux ist Verfasser von Romanen, Erzählungen, Essays, Rundfunkfeatures und Hörspielen.
Sein erster Roman Das Geschäftsjahr 1968/69 wurde von der Kritik begeistert aufgenommen. Er schildert das legendäre Jahr 1968 aus der Sicht zweier Jungunternehmer, die mit ihrer Erfindung, ein Stroboskop in Diskotheken und Konzertveranstaltungen einzusetzen, zunächst erfolgreich sind, dann aber nicht zuletzt aufgrund ihrer Widersprüchlichkeiten scheitern. Dabei gelang, so die Kritiker, dem Autor eine ehrliche, nicht nostalgisch verbrämte Schilderung dieser Epoche. Das Buch wurde 2005 für den Deutschen Buchpreis nominiert. 
Bernd Cailloux erhielt u. a. 1988 das Alfred-Döblin-Stipendium, 1998 ein Stipendium des Autorenförderungsprogramms der Stiftung Niedersachsen sowie 2003 ein Stipendium des Künstlerhauses Edenkoben. 1994 nahm er am Ingeborg-Bachmann-Wettbewerb in Klagenfurt teil.

## Veröffentlichungen
- Intime Paraden, Suhrkamp Verlag, Frankfurt am Main 1986, ISBN 978-3-518-38207-3
- Die sanfte Tour, Suhrkamp Verlag, Frankfurt am Main 1989, ISBN 978-3-518-40183-5
- Der gelernte Berliner, Suhrkamp Verlag, Frankfurt am Main 1991, ISBN 978-3-518-38343-8
- Das Geschäftsjahr 1968/69, Suhrkamp Verlag, Frankfurt am Main 2005, ISBN 978-3-518-12408-6
- german writing, Suhrkamp Verlag, Frankfurt am Main 2006, ISBN 978-3-518-12481-9
- Der gelernte Berliner. Sieben neue Lektionen, Suhrkamp Verlag, Frankfurt am Main 2008, ISBN 978-3-518-12563-2
- Gutgeschriebene Verluste, Suhrkamp Verlag, Berlin 2012, ISBN 978-3-518-42279-3
- Surabaya Gold – Haschischgeschichten, Suhrkamp Verlag, Berlin 2016, ISBN 978-3-518-46672-8
- Der amerikanische Sohn. Roman. Suhrkamp Verlag, Berlin 2020, ISBN 978-3-518-42912-9
- Auf Abruf. Novelle. Suhrkamp Verlag, Berlin 2025, ISBN 978-3-518-12785-8